# Dune Vaissaud
Dune Vaissaud (* 15. Februar 2007) ist eine französische Tennisspielerin.

## Karriere
Vaissaud spielt bislang vorrangig Turniere der ITF Women’s World Tennis Tour, wo sie bislang einen Titel im Doppel gewinnen konnte.
2021 spielte sie bei den Les Petits As.
2024 erhielt sie Ende Mai eine Wildcard für das Juniorinneneinzel der French Open, wo sie in der ersten Runde gegen Alena Kovačková mit 4:6 und 0:6 verlor. Im Doppel trat sie mit Margot Phanthala an. Die beiden verloren aber ebenfalls ihr Auftaktmatch gegen die Paarung Hannah Klugman und Mingge Xu mit 1:6 und 0:6. Im Dezember gewann sie ihren ersten ITF-Doppeltitel.

## Turniersiege

### Doppel
| Nr. | Datum            | Turnier      | Kategorie | Belag     | Partnerin   | Finalgegnerinnen          | Ergebnis         |
| --- | ---------------- | ------------ | --------- | --------- | ----------- | ------------------------- | ---------------- |
| 1.  | 7. Dezember 2024 | Stellenbosch | ITF W15   | Hartplatz | Sara Borkop | Luisa Hrda Yasmine Wagner | 4:6, 6:1, [10:6] |